# Magdeburger Straße 8, 8a (Loitsche)

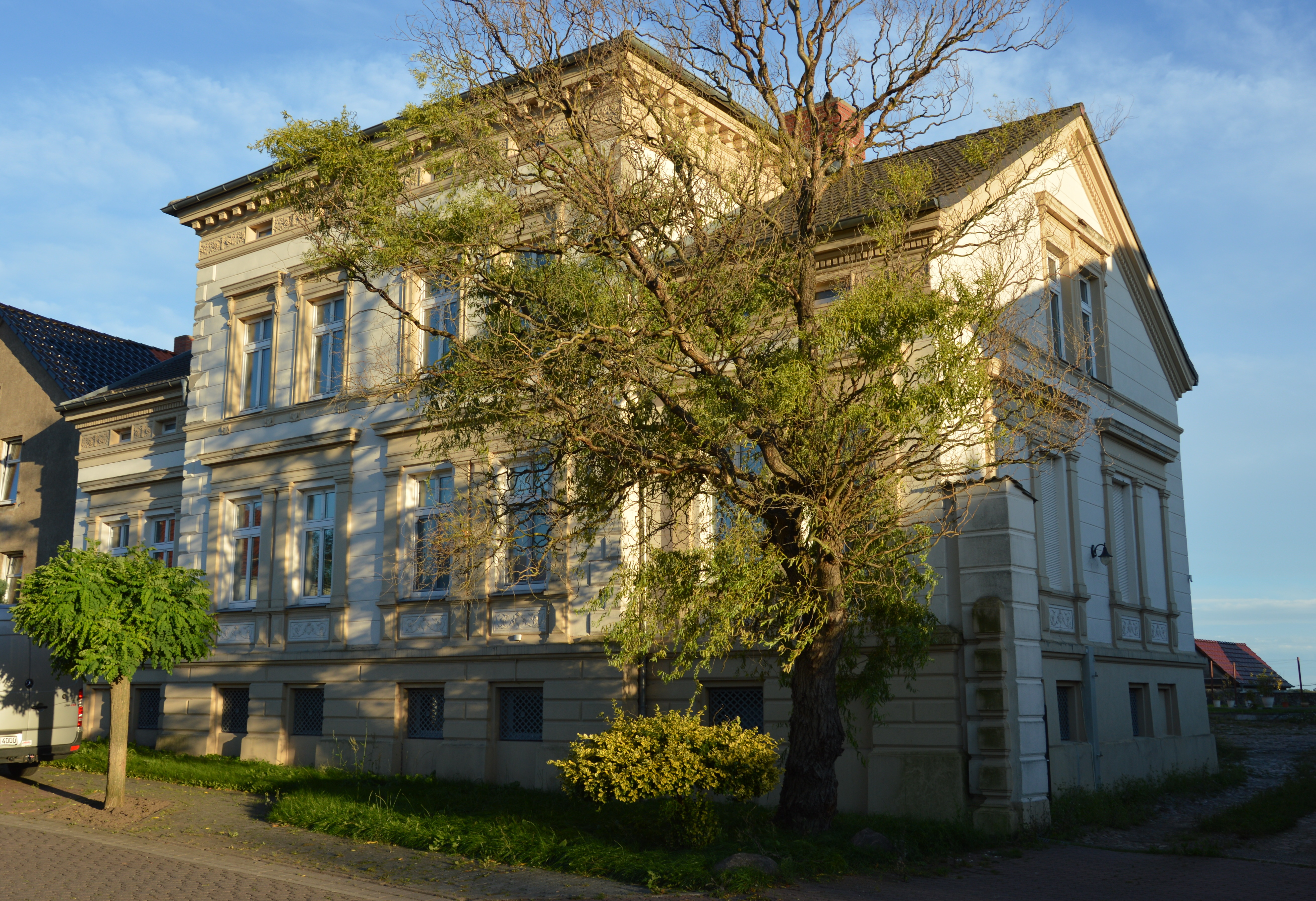
Haus Magdeburger Straße 8, 8a

Das Haus Magdeburger Straße 8, 8a ist ein denkmalgeschütztes Wohnhaus in der Gemeinde Loitsche-Heinrichsberg in Sachsen-Anhalt.

## Lage
Es befindet sich im Ortsteil Loitsche auf der Südseite der Magdeburger Straße. Im örtlichen Denkmalverzeichnis ist es unter der Erfassungsnummer 094 75588 als Baudenkmal eingetragen.

## Gestaltung und Geschichte
Das Wohnhaus der repräsentativen historistischen Hofanlage wurde im späten 19. Jahrhundert errichtet. Es ist villenartig angelegt und eineinhalb- bis zweieinhalbgeschossig. Die sechsachsige Fassade ist verputzt und mit einer Quaderung versehen. Es bestehen Fensterverdachungen im Stil des Spätklassizismus. Die vier mittleren Achsen springen in Form eines  Mittelrisalits vor.
Zum Hof gehört ein in der Zeit um 1900 gebauter Altenteil. Die Fassade des zweigeschossigen Putzbaus ist mit Pilastern im Stil des Neobarock gegliedert. Bedeckt ist der Bau mit einem Walmdach.